# Kynö kommun
Kynö kommun (estniska: Kihnu vald) är en kommun i Estland.   Den ligger i landskapet Pärnumaa, i den sydvästra delen av landet, 150 km söder om huvudstaden Tallinn. Antalet invånare är 686. Arean är 16,8 kvadratkilometer. Kommunens centralort är Linaküla.

### Karta

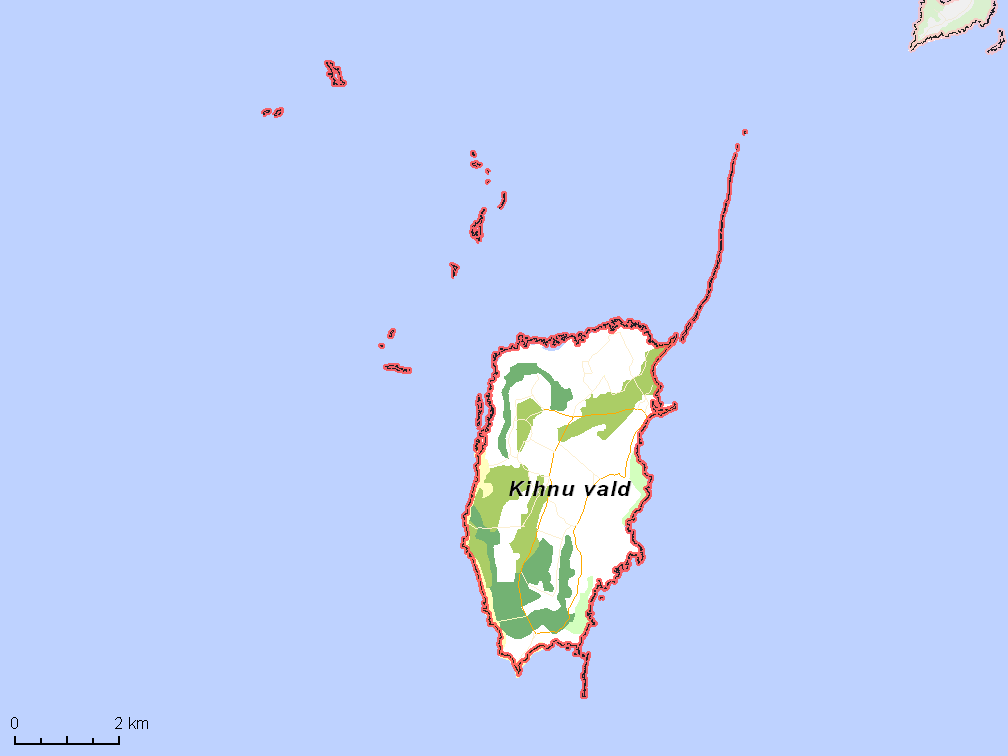
Översiktlig karta över kommunen.

## Geografi
Kynö kommun omfattar ön Kynö samt ett antal mindre omkringliggande öar såsom Imutlaid, Sangõ, Sjõll-laid och Umalaid, alla belägna nordväst om Kynö. Därtill ingår Kakrasiär som är ett drygt 4 km långt rev som skjuter ut i Kihnu väin (Kynö sund) nordost om Kynö. Kommunen är belägen i den nordöstra delen av Rigabukten. Terrängen i Kynö kommun är mycket platt.

## Orter
I Kynö kommun finns fyra byar.

### Byar
- Lemsi
- Linaküla
- Rootsiküla ("svenskbyn")
- Sääre